# Курманалиев, Каримбек Арыстанбекович
Каримбек Арыстанбекович Курманалиев (каз. Кәрімбек Арыстанбекұлы Құрманәлиев; 20 апреля 1962, Жамбыл, Байдибекский район, Южно-Казахстанская область, Казахская ССР, СССР) — казахстанский филолог, доктор филологических наук, профессор, действительный член Национальной Академии Наук Республики Казахстан.

## Биография
Окончил Алма-Атинский педагогический институт иностранных языков (1986), аспирантуру Институт языкознания АН КазССР (1992), Университет Кайнар (2000), Казахский экономический университет имени Т. Рыскулова (2006). Доктор филологических наук (2002), профессор (1998), Академик НАН РК (2020).
Работал исполняющим обязанности проректора Казахского государственного университета международных отношений и международных языков (1986—1987), заведующим кафедрой Казахского государственного женского педагогического Университета (1993—2000), вице-президентом, ректором университета «Кайнар» (2000—2002).
Директор, заместитель директора Департамента высшего и послевузовского образования Министерства образования и науки Республики Казахстан (2002—2007), проректор по инновационной деятельности Евразийского национального университета имени Л. Н. Гумилева (2007—2008), руководитель Департамента по контролю в сфере образования Южно-Казахстанской области (2015—2018).

## Научная деятельность
Область научных и профессиональных интересов — актуальные проблемы общей тюркологии, дериватологии, диалектологии и терминологии, сопоставительная грамматика разносистемных языков, методика преподавания иностранных языков. Более 100 научных работ, в том числе 4 учебника для вузов, 6 монографий и 15 учебных пособий.

### Диссертации
- Куpманалиев К. А. Языковые особенности казахов Западной Сибиpи / Автореф. дисс. на соискание ученой степени кандидата филологических наук. — Алма-Ата, 1992.
- Куpманалиев К. А. Теоретические основы словообразовательного гнезда в казахском языке  / Автореф. дисс. на соискание ученой степени доктора филологических наук (казах.). — 2002.

## Награды
- Орден «Парасат» (2022)
- Орден «Құрмет» (2012)
- Почётный знак «Қазақстан Республикасы Президентiнiң Алғысы» (2005)
- Медаль «Ыбрай Алтынсарин» (2006);
- Почётный работник образования Республики Казахстан (2002)